# Idaea ptelearia
Idaea ptelearia là một loài bướm đêm trong họ Geometridae.